# Mieczysław Bachul
Mieczysław Bachul (ur. 1929, zm. 1975 w Krakowie) – członek rodziny ratującej dziecko żydowskie w czasie II wojny światowej.

## Życiorys
Mieczysław Bachul urodził się w 1929 r. z małżeństwa Stanisława i Ludwiki Bachulów. Miał sześcioro rodzeństwa: Janinę (ur. 1917), Romana (ur. 1918), Jana (r. 1928), Władysława (ur. 1920 lub 1922), Marię (ur. 1920) i Annę (ur. 1924). W rodzinnym domu we wsi Osielec lub Bystra koło Makowa Podhalańskiego mieszkała także babcia Mieczysława ze strony matki, Antonina. Podczas okupacji niemieckiej Bachulowie ukryli wywiezioną z krakowskiego getta dwuipółletnią Sarę Glaser, będącą córką Miriam Glaser, znajomej rodziny. Dla zachowania bezpieczeństwa dziecko było przedstawiane jako nieślubna córka Ludwiki, natomiast w rzeczywistości stało się pełnoprawnym członkiem rodziny. Zostało nauczone katolickich modlitw i regularnie uczęszczało do kościoła, aby uniknąć represji. Mieczysław Bachul aktywnie ukrywał Sarę przed represjami, zapewniał jej pożywienie oraz inne niezbędne dobra. Sara pozostała pod opieką Bachulów niemal do końca okupacji niemieckiej, kiedy to matka Miriam odebrała ją po wyjściu z obozu koncentracyjnego w Oświęcimiu. Glaserowe mieszkały później przejściowo we Wrocławiu, następnie w obozie przejściowym dla osób przesiedlonych w Hofgeismar w Niemczech, po czym wyemigrowały do Izraela. W 1987 roku ukrywana podczas okupacji niemieckiej Sarah Lea Yareach domo Glaser odwiedziła dom swoich dawnych opiekunów.